# Camille Bombois
Camille Bombois (Venarey-les-Laumes, 1883. február 3. – Párizs, 1970. június 6.) festőművész, Henri Rousseau mellett a leghíresebb francia naív képzőművész.

## Élete
Fiatal korától vonzódott a festészethez, de különböző munkákkal kellett pénzt keresnie, így például egy vidámparkban birkózó mutatványosként is dolgozott. Párizsban a metróépítéseken volt munkás, majd éjjeli munkát vállalt, nappal pedig festett. Mialatt az első világháborúban katonáskodott, felesége el tudta adni néhány festményét.
1922-ben fedezték fel a műértők. Párizsban utcai kiállítást rendeztek naív, realista, meseszerű, gyermeki szemléletről tanúskodó képeiből. Ezzel nagy sikert aratott, komoly elismerést szerzett és a későbbiekben a festészetből élt.